# Luisa Carlota von Bourbon-Sizilien

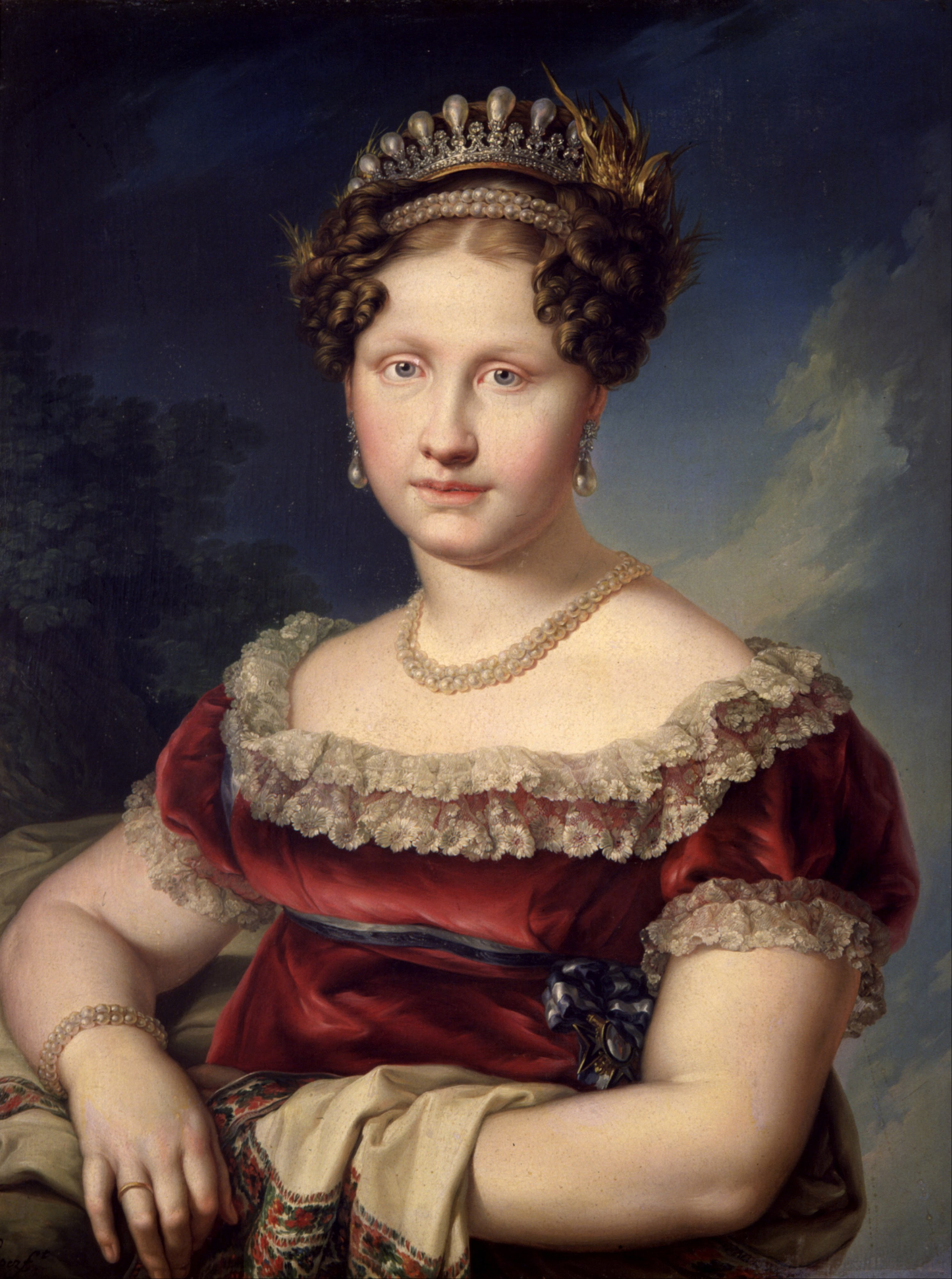
Luisa Carlota

Luisa Carlota Maria Isabelle di Bourbon (* 24. Oktober 1804 in Neapel, Italien; † 29. Januar 1844 in Madrid, Spanien) aus dem Haus Bourbon-Sizilien war Prinzessin beider Sizilien

## Leben
Luisa Carlota war eine Tochter von Franz I. von Sizilien und Maria Isabel de Bourbón, Infantin von Spanien.
Sie vermählte sich mit ihrem Onkel, Francisco de Paula de Bourbón, Herzog von Cádiz, einem Sohn von Carlos IV., König von Spanien und der Prinzessin von Parma, Maria Luisa di Bourbon, am 12. Juni 1819 in Madrid, Spanien.
Luisa Carlota starb im Januar 1844 mit 39 Jahren in Madrid. Sie wurde im Escorial begraben (Pantheon der Infanten, Kapelle 1).

## Nachkommen
- Francisco de Asis (1820–1821)
- Isabel (1821–1897)
- Francisco de Asis (1822–1902); ⚭ Königin Isabella
- Enrique Maria Fernando (1823–1870)
- Luisa (1824–1900)
- Duarte Felipe (1826–1830)
- Josefina (1827–1920) ⚭ 1848 José Güell y Renté
- Teresa (1828–1829)
- Fernando (1832–1854)
- Maria Cristina (1833–1902)
- Amelia del Pilar (1834–1905); ⚭ Adalbert Wilhelm von Bayern